# Leung Sui Wing
Leung Sui Wing, chiń. 梁帥榮, (ur. 22 maja 1958 w Hongkongu) – hongkoński piłkarz, grający na pozycji libero, trener piłkarski.

## Kariera piłkarska

### Kariera klubowa
W 1975 rozpoczął karierę piłkarską w Blake Garden AA. Od 1976 do 1997 występował w klubie Happy Valley AA.

### Kariera reprezentacyjna
W 1980 debiutował w narodowej reprezentacji Hongkongu. Pełnił funkcję kapitana drużyny. W ciągu 10 lat rozegrał 46 meczów i strzelił 1 gola.

## Kariera trenerska
Od 1992 do 1997 prowadził klub Happy Valley AA. W latach 1998–1999 pracował na stanowisku dyrektora w Double Flower FA. W 2008 roku stał na czele reprezentacji Makau. Również w latach 2009-2010 trenował Tuen Mun Progoal FC.

## Nagrody i odznaczenia

### Sukcesy klubowe
- mistrz Hongkongu: 1982/83, 1985/86

### Sukcesy indywidualne
- najlepszy piłkarz Mistrzostw Hongkongu: 1981/82, 1982/83, 1984/85, 1985/86, 1986/87, 1987/88, 1988/89, 1989/90
- najlepszy sportowiec Hongkongu: 1987